# August Diehl
August Diehl (Nyugat-Berlin, Nyugat-Németország, 1976. január 4.) német színész. 
Legismertebb szerepe Dieter Hellstrom őrnagy Quentin Tarantino Becstelen brigantyk című filmjében.

## Élete
Diehl Nyugat-Berlinben született, apja Hans Diehl színész, anyja jelmeztervező, testvére pedig zeneszerző. Kiskorában a családja sokat költözött, élt Hamburgban, Bécsben, Düsseldorfban, Bajorországban és Franciaországban. 18 évesen már az iskolában Friedrich Schiller, Die Räuber című darabjában játszott.
Felesége Julia Malik színésznő. Játszik gitáron és szájharmonikán, beszél spanyolul, németül, franciául és angolul.

## Filmjei
| Év   | Cím                      | Eredeti cím                     | Szerep                  |
| ---- | ------------------------ | ------------------------------- | ----------------------- |
| 2021 | München                  | Munich: The Edge of War         | Franz Sauer             |
| 2013 | Éjféli gyors Lisszabonba | Night Train to Lisbon           | a fiatal Jorge O’Kelly  |
| 2010 | Salt ügynök              | Salt                            | Mike Krause             |
| 2009 | Becstelen brigantyk      | Inglourious Basterds            | Dieter Hellstrom őrnagy |
| 2007 | Pénzhamisítók            | Die Fälscher                    | Adolf Burger            |
| 2006 | A másik nő               | Ich bin die Andere              | Robert Fabry            |
| 2006 | Nyomortúra               | Slumming                        | Sebastian               |
| 2006 |                          | Nichts als Gespenster           | Felix                   |
| 2005 | Szócsövek                | Mouth to Mouth                  | Tiger                   |
| 2004 | A kilencedik nap         | Der Neunte Tag                  | Gebhardt                |
| 2004 | Szabad szerelem          | Was nützt die Liebe in Gedanken | Günther                 |
| 2003 | Anatómia 2.              | Anatomie 2                      | Benny                   |
| 2003 | Fények távolában         | Lichter                         | Philip                  |
| 2003 |                          | La Petite prairie aux bouleaux  | Oskar                   |
| 2002 | Tattoo                   | Tattoo                          | Marc Schrader           |
| 2001 | Love the Hard Way        | Love the Hard Way               | Jeff                    |
| 1998 | 23                       | 23                              | Karl Koch               |

## Fordítás
- Ez a szócikk részben vagy egészben  az   August Diehl című angol Wikipédia-szócikk fordításán alapul.  Az eredeti cikk szerkesztőit annak laptörténete sorolja fel. Ez a jelzés csupán a megfogalmazás eredetét és a szerzői jogokat jelzi, nem szolgál a cikkben szereplő információk forrásmegjelöléseként.